# Quevedo (rapper espanhol)
Pedro Luis Domínguez Quevedo (Madrid, 7 de Dezembro de 2001), conhecido artisticamente como Quevedo, é um cantor e compositor espanhol de reggaeton, pop rap e música trap latina. Tornou-se conhecido em 2022 em Portugal com o lançamento da «Bzrp Music Sessions, Vol. 52», em colaboração com o produtor argentino Bizarrap.

## Biografia
Quevedo nasceu em Madrid, mas poucos meses depois a sua família mudou-se para o Brasil, onde viveu até aos cinco anos de idade. Depois de alguns anos a viver na América do Sul, a família regressa a Espanha, mais concretamente a Las Palmas de Gran Canaria. Quando chegou à Grã Canária começou a estudar no Colégio San Antonio María Claret, depois de completar o ensino secundário começou a estudar Administração e Gestão de Empresas, um curso que acabaria por abandonar para se concentrar na sua carreira musical.
Em 2022, colaborou com os artistas canários Cruz Cafuné e Bejo na versão remix de «Cayó la Noche». Outras colaborações incluem «Fernet» com Rei, «Si Quieren Frontear» com Duki e De La Ghetto e «2step» com Ed Sheeran. Em julho de 2022, lançou o seu single de estreia «Bzrp Music Sessions, Vol. 52» com o produtor argentino Bizarrap. A canção foi vista mais de 10 milhões de vezes nas primeiras vinte e quatro horas após o seu lançamento. O single tornou-se a primeira canção de um artista argentino ou espanhol a alcançar o primeiro lugar na tabela Global Top 200 do Spotify. Aquela música também se manteve por vários meses o 1.º lugar nas tabelas das plataformas digitais de música em Portugal.